# 層状雲
層状雲（そうじょううん、ラテン語学術名:stratiformis、略号:str）とは、巻積雲、高積雲、層積雲に見られる雲種の1つ。上空で層状・シート状に雲が大きく水平に広がるもの。層状巻積雲、層状高積雲、層状層積雲ともいう。
高積雲や層積雲では最もよく現れる形状。巻積雲ではときどきみられる。
集合したたくさんの雲片が層状・シート状に並び、ときに切れ目・隙間があり、層積雲ではひとつひとつの雲の塊が平坦になっている。
雲の隙間や濃淡が模様になることがある。層状雲が2層以上発生することもある。
"stratiformis"はラテン語で「広がった、層に覆われた」を意味するsternereの分詞stratusと、「形、形状」を意味するformaの2語の合成語。

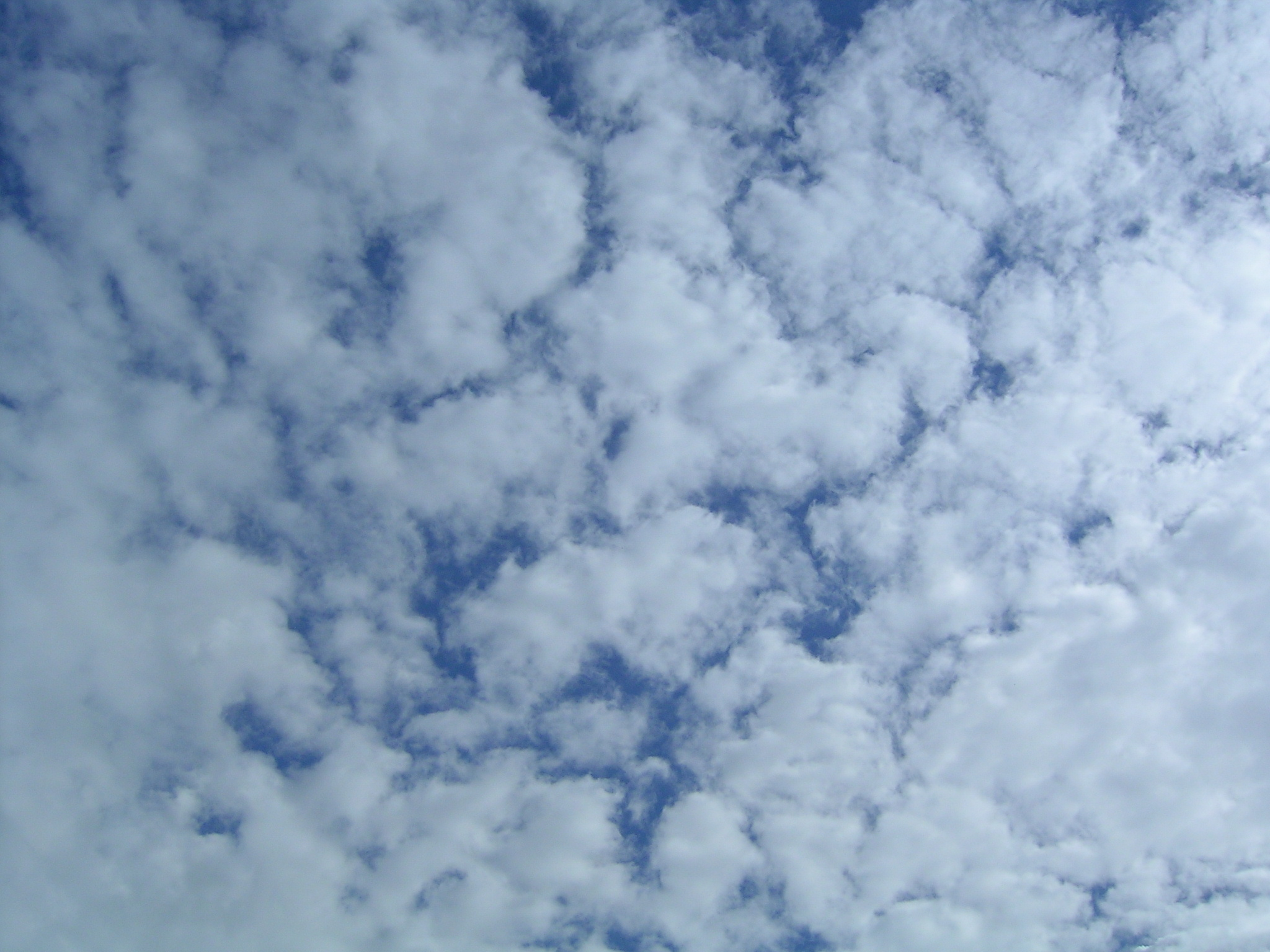
層状高積雲を拡大した写真